# Гидроксиэтилкрахмал
Гидроксиэтилкрахмал (ГЭК) — высокомолекулярное соединение, состоящее из полимеризованных остатков декстрозы (глюкозы). Источник получения — природный крахмал (амилопектин), подвергнутый расщеплению с целью получения молекул с определенной молекулярной массой, а также гидроксиэтилированию, при котором свободные гидроксильные группы остатков декстрозы замещаются гидроксиэтиловыми группами по связям С2/С6. Последнее способствует уменьшению скорости гидролиза ГЭК амилазой сыворотки и продлевает его нахождение в крови.
Торговые наименования: ХЕС, Инфукол, Волекам, Гета-Сорб, Волювен, Гемохес, Плазмастабил, Стабизол, ХАЕС-стерил, РеоХЕС-130 и другие.

## Медицинское использование

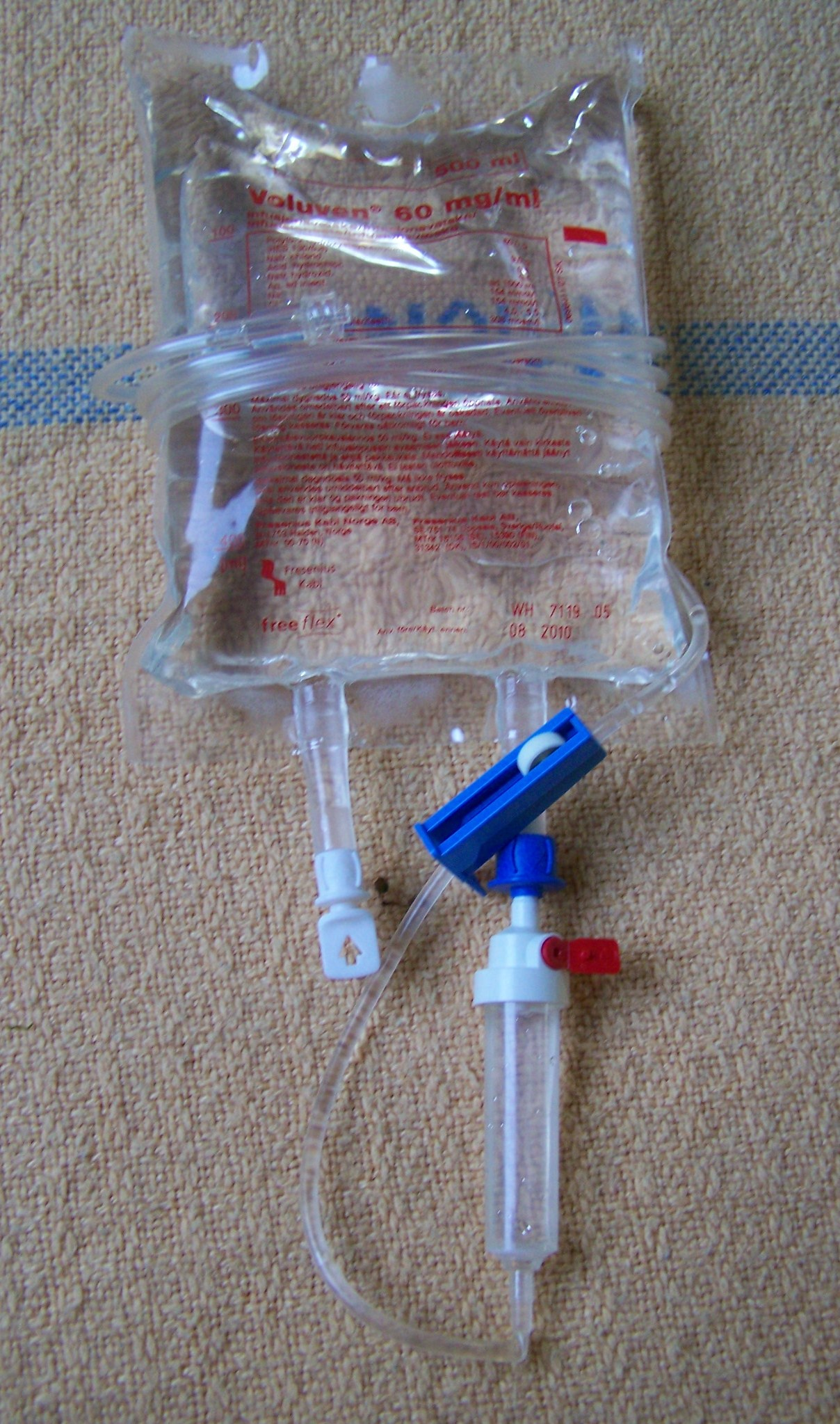
Упаковка раствора гидроксиэтилкрахмала для внутривенного вливания

Длительно циркулирует в кровяном русле (коллоидоосмотичность), увеличивает ОЦК, способствует нормализации и улучшению гемодинамических показателей, повышает (поддерживает) АД, ускоряет СОЭ и способствует эффективному сбору лейкоцитарной массы при центрифугировании с целью лейкафереза. Степень гидроксиэтилирования определяется показателем "степень замещения". Средняя молекулярная масса составляет 130 000 Да, а степень замещения 0.4, что означает, что на 10 глюкозных остатков амилопектина приходится 4 гидроксиэтиловых группы.
За счет способности связывать и удерживать воду способен увеличивать ОЦК на 85—100 % и 130—140 % от введенного объема для растворов с концентрацией 6 мг/мл и 10 мг/мл соответственно, плазмозамещающее действие устойчиво сохраняется в течение 4—6 ч. Восстанавливает нарушенную гемодинамику, улучшает микроциркуляцию, реологические свойства крови (за счет снижения показателя гематокрита), уменьшает вязкость плазмы, снижает агрегацию тромбоцитов и препятствует агрегации эритроцитов. Активно переводит воду из тканей в кровяное русло.
Гидроксиэтилкрахмал 130 структурно близок гликогену, что объясняет его высокую толерантность и низкий риск анафилактических реакций. Отличается высокой стабильностью раствора, не дает флокуляции при колебаниях температуры. Изоонкотичен крови, поэтому увеличивает объем внутрисосудистой жидкости пропорционально введенному объему.
Внутривенное вливание ГЭКа используется для предотвращения шока при значительной кровопотере при травмах, в хирургии и в некоторых других случаях. Используется для купирования тканевых отеков при гестозах, микседеме и др. Однако есть больший риск неблагоприятного исхода по сравнению с другими инъекционными растворами, включая риск смерти.

## Побочные эффекты
Может вызвать анафилактоидные реакции, гиперчувствительность, мягкие гриппоподобные симптомы, брадикардию, тахикардию, бронхоспазм и некардиогенный отек легких.

### Противопоказания
Имеются следующие противопоказания:
- Этот препарат не следует назначать людям с повышенной чувствительностью или аллергией на гидроксиэтилкрахмал.
- Следует избегать введения этого препарата в больших дозах пациентам с почечной недостаточностью и пациентам на диализе.
- Использование гидроксиэтилкрахмала вместе с физиологическим раствором противопоказан людям с выраженным повышением в крови уровня солей натрия или хлоридов.
- Препарат не должен назначаться больным с внутричерепным кровоточением.[что?]

## Применение в качестве допинга
Эзекиль Москера, пришедший к финишу вторым на велосипедной гонке в Испании в 2010 году, впоследствии был дисквалифицирован за применение гидроксиэтилкрахмала.
[уточнить]